# Tokelan
Tokelan is een bestuurslaag in het regentschap Situbondo van de provincie Oost-Java, Indonesië. Tokelan telt 1830 inwoners (volkstelling 2010).